# 于明寶
明寶（？年—？年），字公安，字賡梅，南直隸鎮江府金壇縣人，明末清初政治人物。

## 生平
明崇禎九年丙子科應天府鄉試舉人，清順治四年丁亥科書四房中式會試，殿試傳臚，順治五年充廣東鄉試考試官，順治七年三月陞陝西按察司副使、兵備臨鞏。